# Parafia św. Brata Alberta Chmielowskiego w Mostach
Parafia pw. Świętego Brata Alberta Chmielowskiego w Mostach – parafia rzymskokatolicka należąca do diecezji pelplińskiej, do dekanatu lęborskiego.

## Historia
Parafia została erygowana na mocy dekretu ks. bp. diecezji pelplińskiej Jana Bernarda Szlagi z 1 lipca 1994 r.
Pierwszym jej proboszczem został mianowany ks. Mieczysław Drewek. W niedzielę 7 lipca 1994 r. o godz. 10. odprawił w Lubowidzu pierwszą uroczystą mszę świętą w nowo utworzonej parafii.
Pierwsze prace związane z budową nowego kościoła w Mostach przy tymczasowej kaplicy i plebanii datują się na 1 maja 1995 r.
Dekretem biskupa pelplińskiego z dnia 25 kwietnia 2005 r. został mianowany proboszczem ks. Jacek Giełdon.
Kościół został poświęcony podczas mszy św. sprawowanej 15 czerwca 2008 r. przez bp. Jana Bernarda Szlagę.
Kościół i dom parafialny zostały zaprojektowane przez architekta Piotra Występka.
W niedzielę 21 czerwca 2009 r. o godz. 11.30 bp Jan Bernard Szlaga celebrował w kościele parafialnym mszę świętą odpustową z okazji jubileuszu 15-lecia istnienia parafii.

Satysfakcjonujące być proboszczem na tekiej parafii. Moi parafianie to ludzie dobrzy i życzliwi. Przekłada się to na wkład pracy i środków na rzecz wzniesionej w przeciągu czterech lat świątyni. Dla mnie to oczywiste, że budując ją, budujemy wspólnotę żywego Kościoła. Myślę, że dla nich także.

## Kościół w Lubowidzu
Do parafii w Mostach należy kościół pw. św. Stanisława Kostki w Lubowidzu. Kamień węgielny pod jego budowę położono 19 kwietnia 1908 r., a 24 listopada 1909 został on poświęcony. Na jego budowę gmina ewangelicka wyłożyła 4 tys. marek, a 5 tys. wioska otrzymała za źródeł synodu prowincjonalnego. Wybudowany został w stylu neogotyckim. Po wojnie kościół przejęli Polacy-katolicy. Msze odprawiali w nim oo. franciszkanie z Lęborka, ponieważ Lubowidz należał wówczas do parafii św. Jakuba Apostoła w Lęborku. Kościół został w ostatnich latach odrestaurowany.